# Sarki tőkehal
A sarki tőkehal (Boreogadus saida) a csontos halak (Osteichthyes) főosztályának sugarasúszójú halak (Actinopterygii) osztályába, ezen belül a tőkehalalakúak (Gadiformes) rendjébe és a tőkehalfélék (Gadidae) családjába tartozó faj.
Nemének az egyetlen faja.

## Előfordulása
A sarki tőkehal elterjedési területe a Jeges-tenger határának az egész hosszát magába foglalja. Főbb előfordulási helyei: a Fehér-tenger, Izland, Grönland déli része a kanadai Új-Brunswick tartományig; a Csendes-óceán északi része, amely magába foglalja a Bering-tengert, az Olyutorski-fokot, a Pribilof-szigeteket és a Bristol-öblöt is.

## Megjelenése
Ez a halfaj általában 25 centiméter hosszú, de a legnagyobb példányok 40 centiméter hosszúak is lehetnek. 49-57 csigolyája van. Farokúszója erősen be van mélyedve. Az alsó állkapcsa valamivel hosszabb, mint a felső állcsont. A tapogatószálai nagyon kicsik. Kis pikkelyei a bőrében nyugszanak, nem fedik egymást. Háti része barnás, finom pontozattal. Oldalai és hasi része ezüstösek. Úszói szürkések, világos szélekkel.

## Életmódja
A sarki tőkehal egyaránt megél a sós- és brakkvízben is. 400 és akár 1383 méteres mélységben is megtalálható. Nyáron és télen a partmenti vízekben él. A Beaufort-tengernél, akár a folyó torkolatainak az édesvizeibe is beúszik. Míg a Fehér-tengerben a jegek jelenlétét keresi, Alaszkában távol tartja magát a jegektől. Tápláléka hasadtlábú rákok (Mysida), felemáslábú rákok (Amphipoda), evezőlábú rákok (Copepoda) és kisebb halak.
Legfeljebb 7 évig él.

## Szaporodása
Ennek a halnak az ívási időszakát, a jegek mozgása határozza meg.

## Felhasználása
A sarki tőkehal jelentős gazdasági értékkel bír. A legtöbbet alkalmazott módszer a halászására, a vonóhálóval végzett halászat. Az ember táplálékként használja, vagy olajat készít belőle.